# Školák Kája Mařík

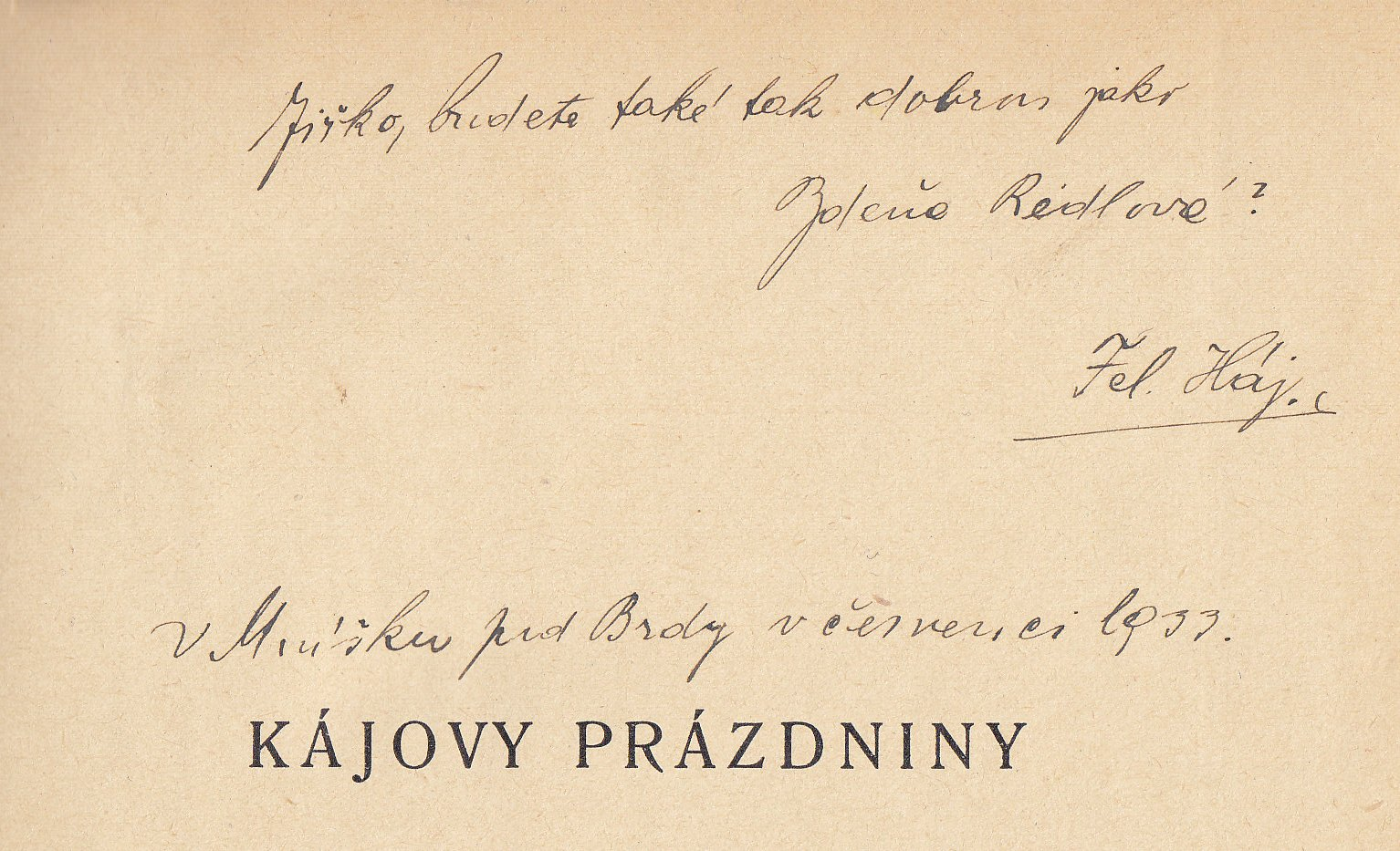
Věnování F. Háje

Školák Kája Mařík je dílo spisovatelky Marie Černé, provdané Wagnerové, která ho vydala pod svým uměleckým pseudonymem Felix Háj. Popisuje školní dny malého chlapce, který se jmenuje Kája Mařík.
Dílo, které vyšlo po roce 1926 v celkem 7 číslovaných dílech a dalších asi 8 pokračováních, popisuje dětství, mládí a dospívání chlapce, žijícího na samotách kdesi v českých lesích. Jeho příhody, často proložené pozorováními a příběhy z přírody (Kája Mařík vyrůstal v hájovně), byly laděny pozitivním přístupem ke katolické víře, což vedlo k faktickému zákazu knih během komunistického režimu. Má se za prokázané, že předlohou prostředí, v němž se příběh odehrává, byly brdské lesy a Mníšek pod Brdy.
Hlavními hrdiny jsou smyšlené postavy dvou dětí, Káji Maříka a Zdenky Rédlové. Sedmidílný cyklus je provází od narození až k dospělosti a svatbě, další připsané knihy se pak buď vracejí k jejich dětství, nebo pojednávají o jejich potomcích. Cyklus je určen především mládeži, čtou ho však i dospělí. Nové souborné vydání, které vyšlo na počátku 90. let, bylo rychle rozebráno, později se dokonce objevilo fiktivní pokračování Kájovi vnuci, které popisuje další osudy Kájových vnuků, tvrdí, že postavy z cyklu Kája Mařík jsou skutečné, a je doplněno kuchařkou, která obsahuje recepty na jídla zmiňovaná v knihách o Kájovi.
Postava Káji je v knize velmi idealizována – je vzorným synem svých rodičů, cudným přítelem a později nápadníkem neméně cudné a věrné Zdeničky, talentovaným klavírním improvizátorem a virtuózním pianistou, vynikajícím studentem a neméně úspěšným lesním inženýrem. Knihu oživuje množství rázovitých, byť občas nepříliš věrohodných postav, a dvojice loveckých psů, vedoucích v klíčových momentech děje dialogy s Měsícem. Mnohé postavy jsou stylizovány až na hranici karikatury – například manželské dvojice hajných (pracovitý otec a úzkostlivě bohabojná matka) a lesních (zemitý, rázný, leč spravedlivý lesní, přející lásce obou mladých lidí a kariéristická matka, hledající Zdeničce bohatého ženicha).

## Kritika
Kritici knize vyčítají především naivitu, černobílost a její tradiční pojetí úlohy ženy. Tyto prvky jsou však důsledkem nezastíraného výchovného charakteru, jenž je modelován v duchu tradičního českého katolicismu.